# ولادیمیر مینورسکی
ولادیمیر فیودورویچ مینورسکی (به روسی: Владимир Фёдорович Минорский) (۵ فوریهٔ ۱۸۷۷ – ۲۵ مارس ۱۹۶۶) خاورشناس و ایران‌شناس روس و استاد دانشگاه لندن بود. وی حاصل تحقیقاتش را در کتابها و مقالاتی در زمینهٔ تاریخ ایران، ایرانیان، شامل فارسی‌زبانان، لرها و کردها و زبان‌های کارتولیلازها نوشته است.

## زندگی
مینورسکی در ۵ فوریهٔ ۱۸۷۷ در کورچوا، استان Tver، در شمال غربی مسکو در نزدیکی رود ولگا، شهری که اکنون در زیر مخزن سد ایوانکوو غوطه ور است، به دنیا آمد. ولادیمیر مینورسکی از سال ۱۸۹۶ تا ۱۹۰۰ در دانشگاه مسکو به تحصیل در رشتهٔ حقوق پرداخت و سپس مشغول آموختن زبان‌های شرقی در مؤسسهٔ لازارُف شد.
مینورسکی در ۱۹۰۳ به خدمت وزارت امور خارجه روسیه درآمد و از ۱۹۰۴ تا ۱۹۰۸ در ایران و در شهر تبریز خدمت کرد. از ۱۹۱۵–۱۹۱۷ به عنوان کاردار در نمایندگی روسیه در تهران خدمت کرد.
انقلاب بلشویک ۱۹۱۷ بازگشت وی به روسیه را مشکل ساز کرد. مینورسکی در سال ۱۹۱۹ به پاریس نقل مکان کرد و در سفارت روسیه کار می‌کرد. در آنجا تخصص وی در امور خاورمیانه و قفقاز در زمان پیمان صلح ورسای و تریانون مفید واقع شد.
در سال ۱۹۲۳ در مورد ادبیات فارسی در دانشکده زبانهای شرقی پاریس مؤسسه ملی زبان‌ها و تمدن‌های شرقی سخنرانی کرد و متعاقباً به آموزش تاریخ ترکی و اسلامی پرداخت.
مینورسکی در سال ۱۹۳۰ وی مشاور شرق‌شناس نمایشگاه بین‌المللی هنر ایرانی در خانه برلینگتون لندن شد. در سال ۱۹۳۲ مدرس زبان فارسی در مدرسه شرق‌شناسی لندن شد. در سال ۱۹۳۳ به عنوان استاد خواننده ادبیات و تاریخ فارسی در دانشگاه لندن انتخاب شد.
مینورسکی استاد زبان فارسی در سال ۱۹۳۷ و در سال ۱۹۴۴ بازنشسته شد.
در طول جنگ جهانی دوم، مدرسه شرق‌شناسی لندن به کرایست کالج، دانشگاه کمبریج منتقل شده بود، و در آنجا مینورسکی پس از بازنشستگی به دانشگاه ملک فؤاد، قاهره رفت.
در سال ۱۹۳۴ مینورسکی یکی از شرکت کنندگان برجسته در جشن هزاره فردوسی در تهران بود. در سال ۱۹۶۰ مینورسکی توسط آکادمی علوم شوروی دعوت شد تا در نشست بیست و سومین کنگره بین‌المللی مستشرقین در مسکو شرکت کند.

### درگذشت
مینورسکی در ۲۵ مارس ۱۹۶۶ درگذشت.

## آثار
مینورسکی کتاب‌ها، رساله‌ها و مقاله‌هایی نوشت. برخی از آثار او عبارت‌اند از:
- "Ahl-I Hakk", in The Encyclopaedia of Islam.
- "Notes sur la secte des Ahl-I Haqq", in Revue du Monde Musulman, Volumes XL, 1920, pp. 20–97; XLIV-XLV, 1921, 205–302.[۵]
- Notes sur la secte des Ahle-Haqq, in book form, Paris, 1922, 182 pp. , 1920.
- La Perse au xve siècle entre la Turquise et Venise, Paris: Leroux, 1933.
- "The Guran", Bulletin of the School of Oriental and African Studies, Volume, XI, 1943–1946, PP. 75–103.
- Studies in Caucasian history, Cambridge University Press, 1957.
- Medieval Iran and its neighbours, London, 1982. Reprint of journal articles in English or French published 1931–1967, with passages in Arabic, Gûrâni-Kurdish, Persian, and Turkic languages.[۶]
- A History of Sharvan and Darband in the 10th-11th Centuries, Cambridge, 1958.

## آرشیو شخصی مینورسکی
عمدهٔ آثار، دست‌نوشته‌ها، اسناد، مدارک علمی، و عکس‌های مینورسکی توسط همسرش، تاتیانا مینورسکی، به انستیتوی نُسَخ خطی آکادمی علوم روسیه در شهر سن پترزبورگ واگذار شد. این مدارک در این انستیتو به نحو شایسته‌ای نگهداری می‌شوند. گودرز رشتیانی و ناهید عبدالتاجدینی، در پژوهشی دربارهٔ زندگی و کارنامهٔ علمی مینورسکی، به معرفی فهرست این آرشیو نیز پرداخته‌اند. محتوای آرشیو در هفت بخش دسته‌بندی شده است:
- فعالیت‌های علمی و تحقیقاتی؛
- اسناد و مدارک شخصی و خانوادگی؛
- مکاتبات مینورسکی (صدها نامه از بسیاری از شرق‌شناسان و ایران‌شناسان سراسر دنیا و نویسندگان ایرانی، همانند: علامه قزوینی، محمدعلی فروغی، محمدعلی جمال‌زاده، صادق هدایت، ایرج افشار، منوچهر ستوده، مجتبی مینوی، بدیع‌الزمان فروزانفر، علی‌اصغر حکمت، علی‌اکبر سیاسی، حاج‌علی رزم‌آرا، امان‌الله جهانبانی، و…)؛
- آثار علمی و تحقیقی سایر پژوهشگران؛
- عکس‌ها؛
- مجموعه‌ای از اسناد؛
- مقالات در روزنامه‌ها و مجلات[۷]